# I'm Sorry (Brenda Lee)
"I'm Sorry" is een nummer van de Amerikaanse zangeres Brenda Lee. Het verscheen op haar album Brenda Lee uit 1960. Op 16 mei van dat jaar werd het op de B-kant van "That's All You Gotta Do" uitgebracht als de derde en laatste single van het album.

## Achtergrond
"I'm Sorry" is geschreven door Dub Allbritten en Ronnie Self en geproduceerd door Owen Bradley. Lee nam het begin 1960 voor het eerst op, maar haar platenlabel Decca Records wilde het niet uitbrengen omdat zij vonden dat de 15-jarige zangeres te jong was om overtuigend over de liefde te zingen. Een paar maanden later verscheen het alsnog als de B-kant van de uptempo single "That's All You Gotta Do". Alhoewel dit ook een succesvolle single bleek, met de zesde plaats in de Amerikaanse Billboard Hot 100 als hoogtepunt, werd "I'm Sorry" de grotere hit. Het bereikte de nummer 1-positie in de Billboard Hot 100 en bereikte ook de vierde plaats in de Amerikaanse r&b-lijsten.
"I'm Sorry" werd in juli 1960 in de rest van de wereld uitgebracht. In de Britse UK Singles Chart werd het niet een van haar grootste hits - de voorganger "Sweet Nothin's" en latere singles als "Speak to Me Pretty", "All Alone Am I" en "As Usual" werden beter ontvangen - maar kwam het wel tot de twaalfde plaats. In Nieuw-Zeeland werd het een nummer 1-hit, en ook in Canada werd de top 10 bereikt. Het werd een groot succes in België, waar het zowel in Vlaanderen als in Wallonië de tweede plaats werd gehaald. In Nederland kwam de single tot de veertiende plaats in een voorloper van de Single Top 100.
"I'm Sorry" is gecoverd door onder meer Alvin and the Chipmunks, Pat Boone, Billy Joe Royal, Bobby Vee, Roch Voisine en Dottie West. Daarnaast zijn er versies in het Tsjechisch en het Deens.

## Hitnoteringen

### VoorloperSingle Top 100
De hitnoteringen duurden een of twee weken, met uitzondering van de zesde notering, die zes weken duurde.
| Hitnotering: 03-09-1960 t/m 03-12-1960 | Hitnotering: 03-09-1960 t/m 03-12-1960 | Hitnotering: 03-09-1960 t/m 03-12-1960 | Hitnotering: 03-09-1960 t/m 03-12-1960 | Hitnotering: 03-09-1960 t/m 03-12-1960 | Hitnotering: 03-09-1960 t/m 03-12-1960 | Hitnotering: 03-09-1960 t/m 03-12-1960 | Hitnotering: 03-09-1960 t/m 03-12-1960 | Hitnotering: 03-09-1960 t/m 03-12-1960 | Hitnotering: 03-09-1960 t/m 03-12-1960 |
| Week                                   | 1                                      | 2                                      | 3                                      | 4                                      | 5                                      | 6                                      | 7                                      | 8                                      |                                        |
| -------------------------------------- | -------------------------------------- | -------------------------------------- | -------------------------------------- | -------------------------------------- | -------------------------------------- | -------------------------------------- | -------------------------------------- | -------------------------------------- | -------------------------------------- |
| Nummer                                 | 14                                     | 16                                     | 16                                     | 18                                     | 18                                     | 18                                     | 16                                     | 14                                     | uit                                    |

### NPO Radio 2 Top 2000
| Nummer met noteringen in de NPO Radio 2 Top 2000 | '99  | '00 | '01  | '02  | '03  | '04  | '05  | '06  | '07  | '08  |
| ------------------------------------------------ | ---- | --- | ---- | ---- | ---- | ---- | ---- | ---- | ---- | ---- |
| I'm Sorry                                        | 1205 | -   | 1469 | 1702 | 1210 | 1677 | 1782 | 1642 | 1469 | 1563 |

1. ↑  Een '-' betekent dat het nummer niet was genoteerd en een vetgedrukt getal geeft de hoogste notering aan.
2. ↑  Deze tabel is bijgewerkt tot en met de laatste editie (2024).